# Ковровский историко-мемориальный музей
Ковровский историко-мемориальный музей — один из самых крупных ковровских музеев. Памятник архитектуры, расположен в северной части Коврова по адресу: улица Абельмана, 20. Датой основания считается 27 марта 1927 года.
Ковровский историко-мемориальный музей является одним из активно развивающихся центров исторического краеведения Владимирской области и региона. Сегодня основные исторические экспозиции музея находятся в здании бывшей Земской управы.
Учреждение входит в состав Ассоциации музеев Нижней Оки, является постоянным участником всероссийского фестиваля «Интермузей» и других национально значимых проектов. Ряд авторских проектов музея удостоен грантов Президента Российской Федерации, фонда Сороса, департамента по культуре администрации Владимирской области.

## История
В 1913 году Ковровская земская управа выступает перед земским уездным собранием с предложением создать музей родиноведения. Идея остается нереализованной, а год спустя начинается первая мировая война. В 1919 году ковровская общественность возвращается к мысли о создании музея. В разгар гражданской войны усилиями врача А. В. Дидрихса появляется первый общественный музей медико-просветительской направленности.
В 1920-е годы в Коврове создается отделение Владимирского научного общества по изучению местного края. К 1927 году в его состав входило 42 человека. Они-то и выступили с инициативой создания в городе музея, которая на этот раз была поддержана. В 1927 году Ковровским уездным съездом Советов принимается судьбоносное решение о создании в городе музея. Созданный «Историко-революционный музей» разместили в Ильинской часовне. Основой музея стал отдел, посвященный героям революции и успехам социалистического строительства.
В сентябре 1935 года решением Горсовета за музеем был закреплен участок вокруг часовни площадью 800 м² для агро-ботанического сада. Осенью того же года был составлен план участка и произведена его разбивка. Весной сад стал заполняться растениями. В «бутряковском» ботаническом саду, первом во Владимирской области, произрастало более 80 различных видов растений, привезенных издалека и местных, широко распространенных и редких.
В марте 1942 года пришла настоящая беда — музей сгорел. Хотя свою деятельность по решению местной власти прекратил еще раньше — с началом Великой Отечественной войны. Екатерина Емельяновна Никитина, новый директор Ковровского краеведческого музея с 1945 по 1957 годы фактически создала в Коврове новый музей. Она занималась ликвидацией безграмотности в Ковровском уезде, в течение пяти довоенных лет, работая в Облоно, курировала все музеи Ивановской промышленной области. Ковровский музей приняла к восстановлению, будучи уже на пенсии. Последние годы своей жизни отдала возрождению музея из пепла, в буквальном смысле слова. Её заслуга в том, что музей вновь обрел здание — Церковь Иоанна Воина; частично были возвращены утраченные в результате пожара экспонаты.
В сентябре 1960 года директором музея была назначена Карина Георгиевна Якушина. В 1963 году власти решили, что музей городу не нужен. Горисполком решил закрыть музей, экспонаты музея были вывезены, здание передано торговой организации. Часть самых ценных экспонатов была передана во Владимиро-Суздальский музей-заповедник. После вмешательства Областного комитета КПСС Горисполком решили восстановить музей и передать ему здание по ул. Правды, 51. Новая экспозиция открылась 1 сентября 1964 года.
С 29 мая 1974 года по 3 февраля 1989 года музей назывался Ковровским филиалом Владимиро-Суздальского музея-заповедника. Значительно выросли посещаемость и доходы этих музеев. В 1975 году музей переехал в освободившееся Здание Горкома партии, в котором находится до сих пор. 3 февраля 1989 года все филиалы Владимиро-Суздальского музея-заповедника, в том числе и Ковровский получили самостоятельный статус городских и районных музеев. Централизованные хранилища музейных коллекций были расформированы, и экспонаты передали по принадлежности бывшим филиалам. С этого времени музей в Коврове стал называться историко-революционным; с 1993 г. — муниципальное учреждение культуры «Ковровский историко-мемориальный музей».

## Филиалы

### Дом-музей В. А. Дегтярёва

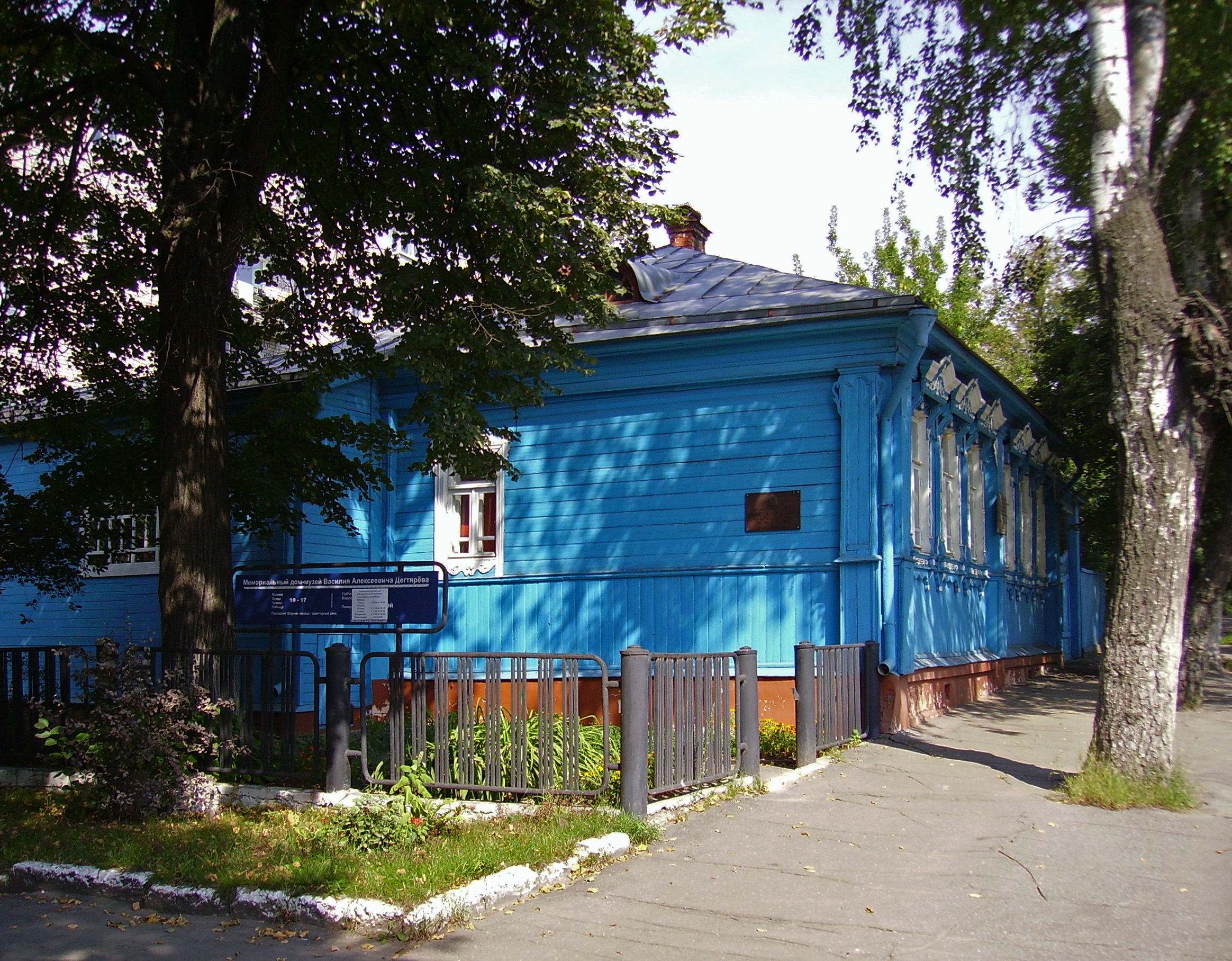
Дом-музей Василия Дегтярёва

В начале одной из центральных улиц города можно увидеть небольшой деревянный дом постройки конца XIX века. Это здание — памятник истории и культуры г. Коврова. Здесь с 1924 года жил с семьей Василий Алексеевич Дегтярев, выдающийся конструктор стрелкового автоматического оружия, генерал-майор инженерно-артиллерийской службы, доктор технических наук, Герой Социалистического Труда, депутат Верховного Совета 1-го и 2-го созывов, четырежды лауреат Государственной премии. В 1918 году В. А. Дегтярев приехал в Ковров вместе с Владимиром Григорьевичем Федоровым, основателем отечественной школы автоматического оружия, на строящийся пулеметный завод для организации производства автоматов системы Федорова и пулеметов Мадсена. Именно здесь, в Коврове, В. А. Дегтярев состоялся как конструктор-оружейник. Созданные им образцы автоматического оружия стояли на вооружении армии более 40 лет.
6 января 1978 года в этом здании был открыт мемориальный дом-музей В. А. Дегтярева. Конструкторская, трудовая деятельность В. А. Дегтярева, В. Г. Федорова и других создателей первоклассного оружия, которым оснащались наземные войска, авиация, флот, отражена в экспозиционном зале. Остальная часть дома отведена мемориальному комплексу.

### Музей природы и этнографии
Филиал Ковровского историко-мемориального музея, созданный в 2004 году, разместился в здании — памятнике истории и культуры, в прошлом — усадьбе купцов Большаковых (постройка конца XIX века), позднее — доме выдающегося конструктора-оружейника В. Г. Федорова.

### Музейный комплекс «Усадьба двух генералов»
Комплекс, расположенный в селе Павловское, включает в себя: благоустроенный усадебный парк XVIII—XIX столетий, где установлен единственный в России обелиск героям взятия турецкой крепости Измаил, музей с экспозициями в здании бывшей церковно-приходской школы 1880-х гг., официальное открытие которого состоялось 15 ноября 2016 года, гранитный крест на месте погребения героя Бородинского сражения генерал-майора В. С. Юкичева, а также созданное в 2019 году новое музейное пространство — «Крепость-острог князей Пожарских» с тремя рублеными деревянными башнями и экспозицией внутри.

## Основное здание музея
Сегодня основные исторические экспозиции Ковровского историко-мемориального музея сосредоточены в здании бывшей Земской управы (по адресу: улица Абельмана, дом 20). Это здание считается одним из красивейших в городе. Построено в 1888—1889 годах по инициативе председателя управы Н. П. Муратова и по проекту московского архитектора Г. Н. Рибаса. Переезд музея в это помещение, прежде занимаемое горкомом партии, состоялся в 1975 году.

## Экспозиции и выставки
В основном здании музея размещена значительная часть исторических экспозиций.
В экспозиции «Ковровская земля с древнейших времен до IX века» представлены реликтовые растения и животные, появившиеся на Земле миллионы лет назад, палеонтологические находки, археологические культуры фатьяновских, абашевских и угро-финских племен. Здесь нашли отражение результаты последней археологической экспедиции, проведенной в Ковровском районе в 1981—1989 годах.
Экспозиция «Уездный город на рубеже XIX—XX веков» — это свобеобразная прогулка по Коврову с обилием церквей, крепких купеческих домов и лавок с обилием рекламы. Можно заглянуть в одну из таких лавок, а также окунуться в атмосферу мастерового человека, побывав в комнате модистки, увидеть кабинет чиновника. Облик Коврова оживает на старых открытках и фотографиях с видами и панорамами улиц.
Патриотическую тему раскрывает экспозиция «Навечно в памяти народной». Здесь представлены ковровчане, участвовавшие в Отечественной, Крымской, Первой мировой и других войнах царской России, те, кто защищал страну в 1941—1945 годах, исполнял свой воинский долг в Афганистане и других «горячих точках». Музей экспонирует коллекцию холодного оружия и образцы вооружения, выпускавшиеся предприятиями города в годы Великой Отечественной войны.
С конца 2002 года в музее функционирует стационарная выставка «Мир пернатых и животных нашего края», основу которой составила коллекция ковровского таксидермиста В. А. Баранова. Экспозиция насчитывает несколько сотен экспонатов, озвучена пением птиц.
«Мир глиняной игрушки» — проект, разработанный совместно с народным художественным промыслом Фабрика «Ковровская глиняная игрушка» и в 2005 году удостоенный гранта Президента Российской Федерации. Обе последние экспозиции будут стационарно размещены в залах Музея природы и этнографии по завершении ремонтно-реставрационных работ в здании филиала.